# 多文镇
多文镇，是中华人民共和国海南省临高县下辖的一个乡镇级行政单位。

## 行政区划
多文镇下辖以下地区：
多文社区、多郎村、兰合村、头神村、美巢村、抱利村、凤雅村、和舍村、头龙村、东江村、美文村、博郎村、美山村和新兴村。